# Ульяновська сільська рада (Миколаївський район)
Улья́новська сільська́ ра́да — колишня адміністративно-територіальна одиниця та орган місцевого самоврядування в Миколаївському районі Одеської області. Адміністративний центр — село Ульяновка.

## Загальні відомості
Ульяновська сільська рада утворена в 1922 році.
- Територія ради: 68,33 км²
- Населення ради: 972 особи (станом на 2001 рік)
- Територією ради протікає річка Чичиклія

## Населені пункти
Сільській раді підпорядковані населені пункти:
- с. Ульяновка
- с. Комарашеве
- с. Мар'янівка
- с. Новопокровка

## Населення
Згідно з переписом УРСР 1989 року чисельність наявного населення сільської ради становила 1075 осіб, з яких 492 чоловіки та 583 жінки.
За переписом населення України 2001 року в сільській раді мешкали 973 особи.

### Мова
Розподіл населення за рідною мовою за даними перепису 2001 року:
| Мова       | Відсоток |
| ---------- | -------- |
| українська | 94,44 %  |
| російська  | 2,98 %   |
| молдовська | 2,16 %   |
| білоруська | 0,10 %   |
| болгарська | 0,10 %   |
| інші       | 0,22 %   |

## Склад ради
Рада складається з 12 депутатів та голови.
- Голова ради: Атнашевський Олександр Валентинович
- Секретар ради: Сафонова Надія Олександрівна

### Керівний склад попередніх скликань
| Прізвище, ім'я, по батькові         | Основні відомості                                                                       | Дата обрання | Дата звільнення |
| ----------------------------------- | --------------------------------------------------------------------------------------- | ------------ | --------------- |
| Ситніков Анатолій Сергійович        | Сільський голова, 1957 року народження, безпартійний                                    | 26.03.2006   | 31.10.2010      |
| Атнашевський Олександр Валентинович | Сільський голова, 1976 року народження, освіта середня спеціальна, член Партії регіонів | 31.10.2010   |                 |

Примітка: таблиця складена за даними сайту Верховної Ради України

### Депутати
За результатами місцевих виборів 2010 року депутатами ради стали:

#### За суб'єктами висування
| Суб'єкт висування            | Кількість обраних депутатів | %    |
| ---------------------------- | --------------------------- | ---- |
| Партія регіонів              | 5                           | 41,7 |
| Самовисування                | 4                           | 33,3 |
| Соціалістична партія України | 2                           | 16,7 |
| Комуністична партія України  | 1                           | 8,3  |

#### За округами
| № округу                     | Прізвище, ім'я, по батькові      | Дата визнання обраним | Освіта             | Партійна приналежність             | Відомості про обраного депутата                            |
| ---------------------------- | -------------------------------- | --------------------- | ------------------ | ---------------------------------- | ---------------------------------------------------------- |
| Комуністична партія України  |                                  |                       |                    |                                    |                                                            |
| 7                            | Наумук Олена Михайлівна          | 06.11.2010            | вища               | член Комуністичної партії України  | Ульяновська ветдільниця, завідувачка                       |
| Партія регіонів              |                                  |                       |                    |                                    |                                                            |
| 1                            | Башкирцев Микола Віктрович       | 06.11.2010            | вища               | член Партії регіонів               | Ульяновська загальноосвітня школа I-III ст., вчитель       |
| 3                            | Больбот Євдокія Петрівна         | 06.11.2010            | вища               | член Партії регіонів               | Ульяновська загальноосвітня школа I-III ст., вчитель       |
| 8                            | Гула Юрій Миколайович            | 06.11.2010            | середня            | позапартійний                      | тимчасово не працює                                        |
| 9                            | Лоза Сергій Йосипович            | 06.11.2010            | середня спеціальна | позапартійний                      | тимчасово не працює                                        |
| 10                           | Дурлова Валентина Миколаївна     | 06.11.2010            | середня            | член Партії регіонів               | тимчасово не працює                                        |
| Соціалістична партія України |                                  |                       |                    |                                    |                                                            |
| 2                            | Лисіна Тетяна Петрівна           | 06.11.2010            | середня спеціальна | член Соціалістичної партії України | пенсіонер                                                  |
| 11                           | Шеремет Катерина Федорівна       | 06.11.2010            | середня спеціальна | член Соціалістичної партії України | Комарашівський фельдшерсько-акушерський пункт, завідувачка |
| Самовисування                |                                  |                       |                    |                                    |                                                            |
| 4                            | Башкирцева Оксана Валеріївна     | 06.11.2010            | середня спеціальна | член Комуністичної партії України  | Ульяновська ветдільниця, ветфельдшер                       |
| 5                            | Марченко Володимир Олександрович | 06.11.2010            | середня спеціальна | позапартійний                      | Миколаївська райдержадміністрація, охоронець               |
| 6                            | Татаріна Елла Віталіївна         | 06.11.2010            | середня спеціальна | позапартійна                       | Ульяновська загальноосвітня школа, кухар                   |
| 12                           | Сафонова Надія Олександрівна     | 06.11.2010            | середня спеціальна | позапартійна                       | Миколаївський фінвідділ, бухгалтер                         |